# 자치통감 권193~195
자치통감 권193~195(資治通鑑 卷193~一195)는 대한민국 경기도 고양시, 원각사에 있는 조선시대의 책이다. 2012년 12월 27일 대한민국의 보물 제1281-3호로 지정되었다.

## 개요
《자치통감》은 중국 송(宋)나라 사마광(司馬光, 1019～1086)이 편찬한 중국통사이다. 이 책은 조선 세종의 명을 받들어 윤회(尹淮)·권도(權蹈)·설순(偰循)·김말(金末)·유의손(柳義孫) 등 문신 40여명이 사마광의 《통감음주》(通鑑音注), 《통감원위》(通鑑源委), 《통감집람》(通鑑輯覽), 《통감석의》(通鑑釋義)등 역대 중요 주석서를 바탕으로 교정하고 가감해서 세종 18년(1436)에 주자소에서 초주갑인자로 찍어내었는데 총294권이었다. 이 책의 편집이 경복궁의 사정전(思政殿)에서 행해진 관계로《자치통감사정전훈의》(資治通鑑思政殿訓義)』로 불린다.
권193-195의 3권 1책의 잔본이지만 인쇄상태와 보존상태는 거의 온전하다. 현재 이와 동일본으로 권236-238의 3권1책이 보물 제1281-1호(국립중앙박물관)로 지정되었고, 권131-135, 246-250의 10권 2책이 보물 제1281-2호(서울역사박물관)로 지정되어 있다. 전본이 아주 드문 희귀본과 집현전 학사를 동원하여 편찬한 책이라는 점에서 조선전기의 인쇄사 및 출판사 연구에 귀중한 자료로 사료된다.

## 같이 보기
- 자치통감

## 참고 자료
- 자치통감 권193~195 - 국가유산청 국가유산포털